# Ryan Kennelly
Ryan Shawn Kennelly (Moses Lake, Washington, 10 de dezembro de 1975) é um levantador de peso básico dos Estados Unidos especialista em supino. Em 8 de novembro de 2008, Kennelly conquistou o recorde mundial no supino fazendo 1 075 libras (487,5 kg), usando uma camisa de supino, durante o Pride Strength Wars realizado em Kennewick, organizado pela United Powerlifting Association (UPA).
Foi a terceira vez em 2008 que ele quebrou o recorde mundial: em 12 de abril, havia estabelecido o recorde de supino com 1 070 libras (485 kg), durante o American Powerlifting Association Open Iron War realizado em Kennewick; e em 12 de julho de 2008, Kennelly concluíra com êxito um supino de 1 074 libras (487 kg), durante o United Powerlifting Association Bench Bash for Cash em Dubuque. Entretanto, além de usar a camisa de supino, a UPA nem sempre faz exame antidoping em seus atletas.
Kennelly tem 1,88 m de altura e é um dos levantadores de peso básico a realizar das mais pesadas tentativas de supino em competição.